# Operación Triunfo 2018
Operación Triunfo 2018, também conhecido por sua sigla OT 2018, é a décima edição do programa de televisão musical Operación Triunfo da La 1 da Televisão Espanhola (TVE). O programa, com duração de 91 dias, foi lançado em 19 de setembro de 2018, sendo um líder de audiência, obtendo um compartilhamento de tela de 20,5% no horário nobre. 
Como aconteceu em 2017, o programa foi usado como plataforma para selecionar o representante espanhol no Eurovision Song Contest 2019. Como principal novidade, 13 dos 16 participantes da edição, expulsos e finalistas, escolheram ser escolhidos. Em 16 de novembro de 2018, foi anunciado que a RTVE tinha recebido mais de 1.000 canções candidatas, dos quais 10 participaram de uma gala especial em 20 de janeiro de 2019.

## Desenvolvimento
Em 7 de fevereiro de 2018, foi anunciado que a RTVE renovaria Operación Triunfo em seu Conselho de Administração de março para uma nova edição no outono. Finalmente, era 28 de fevereiro quando o Conselho de Administração da RTVE aprovou por unanimidade a renovação do programa Gestmusic para uma décima edição, que chegaria em setembro do mesmo ano. Assim, a décima edição do programa contou com um total de 14 galas, que juntos representaram um custo de 11 milhões de euros, que incluiu os custos do canal de 24 horas e resumos diários, entre outras despesas. Da mesma forma, o concurso voltou a servir como uma pré-seleção da Espanha para o Eurovision Song Contest 2019, fato confirmado em 14 de setembro, durante a conferência de imprensa em que a edição foi apresentada e que, além disso, contemplou as regras do concurso.

### Instalações
Mais um ano, os estudos do Parque Audiovisual da Catalunha, localizado em Tarrasa, abrigam o cenário e a academia. As instalações, que ocupavam 2.200 metros quadrados, possuíram um prédio de três andares, usado como academia e um amplo e renovado conjunto de alta tecnologia que dobra o tamanho e a capacidade de seu antecessor em 2017, com quase 1.000 espectadores de público.

### Castings
Em 14 de maio, foram anunciadas as cidades que hospedaram os castings. A novidade do casting desta edição foi a #OTCover, que foi a de que as melhores performances enviadas para as redes sociais sob essa mesma hashtag ganharam um passe direto para evitar filas de espera. No total, 16.769 pessoas compareceram aos testes de seleção.
| Data                | Local                                                       | Assistentes     | Foram para a segunda fase |
| ------------------- | ----------------------------------------------------------- | --------------- | ------------------------- |
| 30 de maio de 2018  | Explanada olímpica del Palau Sant Jordi (Barcelona)         | 2. 504 personas | 107                       |
| 04 de junho de 2018 | Puerto de Alicante (Alicante)                               | 1. 200 personas | 42                        |
| 07 de junho de 2018 | Puerto de Valencia (Valencia)                               | 2. 075 personas | 65                        |
| 12 de junho de 2018 | Palacio de Congresos del Pueblo Español (Palma de Mallorca) | 525 personas    | 18                        |
| 18 de junho de 2018 | Palacio de Congresos y Auditorio Kursaal (San Sebastián)    | 950 personas    | 27                        |
| 21 de junho de 2018 | Museo del Mar de Galicia (Vigo)                             | 890 personas    | 31                        |
| 26 de junho de 2018 | Auditorio de Tenerife (Tenerife)                            | 600 personas    | 34                        |
| 02 de julho de 2018 | Palacio de Ferias y Congresos de Málaga (Málaga)            | 1. 850 personas | 72                        |
| 05 de julho de 2018 | Fibes (Sevilla)                                             | 2. 145 personas | 61                        |
| 10 de julho de 2018 | Universidad Politécnica de Madrid (Madrid)                  | 3. 460 personas | 107                       |

A fase final do casting começou em 28 de agosto no Parque Audiovisual da Catalunha (Tarrasa) e durou três dias.

## Equipe

### Apresentadores
Como na edição anterior, Roberto Leal foi responsável por apresentar as galas. Além disso, Noemí Galera e Ricky Merino foram os encarregados de apresentar o "The chat".

### Professores
- Noemí Galera, diretora da academia, apresentadora do "The chat".
- Manu Guix, diretor musical.
- Vicky Gómez, coreógrafa.
- Mamen Márquez, diretora vocal e professora de técnica vocal.
- Joan Carles Capdevila, treinador vocal.
- Laura Andrés, treinadora vocal.
- Javier Calvo e Javier Ambrossi, professores de interpretação (dias 43 a 91) .

- Itziar Castro, professora interina (dias 1 a 42) .
- Miqui Puig, professora de cultura musical.
- Andrea Vilallonga, professora de imagem e protocolo.
- Xuan Lan, professora de Yoga.
- Magali Dalix e Gotzon Mantuliz, professores de fitness e vida saudável.
- Rubén Salvador, professora de dança de salão.
- Cristina Burgos, professora de Hip / Hop.
- Sheila Ortega, professora de dança urbana.
- Chris Nash, professor de inglês.
- Ana Amengual, Professora de Dietética.

### Jurados
- Manuel Martos, produtor executivo da Universal Music .
- Joe Pérez-Orive, diretor de marketing da Live Nation .
- Ana Torroja, cantora, ex-vocalista de Mecano (exceto as galas 2 e 11).

Ao mesmo tempo, em cada gala, há um quarto membro do júri como convidado:
- Tony Aguilar (Gala 1)
- Julia Gómez Cora (Gala 2)
- Rosana (Gala 2): substituindo Ana Torroja
- Wally Lopez (Gala 3)
- David Otero (Gala 4)
- Javier Llano (Galas 5 e 11)
- Carlos Jean (Gala 6)
- Brisa Fenoy (Gala 7)
- Ruth Lorenzo (Gala 8)
- Pastor Soler (Gala 9)
- Paco Tomás (Gala 10)
- Ana Belén (Gala 11): substituindo Ana Torroja

## Participantes
| Número                             | Participantes   | Idade   | Residente               |
| 01                                 | Famous Oberogo  | 19 anos | Bormujos                |
| 02                                 | Alba Reche      | 20 anos | Elche                   |
| 03                                 | Natalia Lacunza | 19 anos | Pamplona                |
| 04                                 | Sabela Ramil    | 24 anos | Pontes García Rodríguez |
| 05                                 | Julia Medina    | 23 anos | San Fernando            |
| 06                                 | Miki Núñez      | 22 anos | Tarrasa                 |
| 07                                 | Marta Sango     | 18 anos | Torre del Mar           |
| 08                                 | María Villar    | 26 anos | Madrid                  |
| 09                                 | Marilia Monzón  | 18 anos | Gáldar                  |
| 10                                 | Carlos Right    | 25 anos | Esplugas de Llobregat   |
| 11                                 | Noelia Franco   | 22 anos | Málaga                  |
| 12                                 | Damion Frost    | 21 anos | Adeje                   |
| 13                                 | Dave Zulueta    | 20 anos | Sanlúcar de Barrameda   |
| 14                                 | Joan Garrido    | 22 anos | Buñola                  |
| 15                                 | África Adalia   | 22 anos | Madrid                  |
| 16                                 | Alfonso La Cruz | 22 anos | Madrid                  |
| Participantes eliminados na Gala 0 |                 |         |                         |
| 17                                 | Rodrigo Blanco  | 25 anos | San Juan del Puerto     |
| 18                                 | Luis Mas        | 19 anos | El Masnou               |

### Carreiras solo
Após o término do programa, vários participantes começaram a trabalhar em suas carreiras solo.
Miki foi escolhido para representar a Espanha no Eurovision Song Contest 2019 numa gala realizada no dia 20 de Janeiro de 2019. Com 34% dos votos, ele conseguiu o ingresso para Tel Aviv com a música "The band", cuja versão final foi lançada em 6 de março do mesmo ano. No final de junho, Miki estreou seu primeiro single: "Celebrate".
Por sua parte, Carlos Right fez uma versão diferente de "You not not" e confirmou que este seria seu primeiro single. Assim, em12 abril de 2019 publicou o vídeo clipe no YouTube. Em maio do mesmo ano, seu primeiro álbum, "Attraction", foi lançado.
Tem mais, a finalista Natalia Lacunza lançou seu primeiro single "nana triste", em 13 de junho de 2019, a canção fez parte de seu álbum de estréia "Otras alas", lançado em 21 de junho do mesmo ano. Álbum esse, que por sinal, conseguiu permanecer por três semanas como o álbum mais vendido de toda a Espanha, alcançando o certificado oficial de disco de ouro.
Outros participantes começaram suas carreiras solo apresentando suas músicas de estréia após a saída do programa. Dave Zulueta estreou "Qué suerte la mía" em 21 de junho. Julia Medina colaborou com a cantora Marta Soto na reedição de sua música "Entre otros cien". Enquanto isso, Famous Oberogo, vencedor da edição, apresentou "Time", sua primeira música com a colaboração de Brian Cross. 

Dois dos concorrentes, Famous e Marta Sango, fazem parte do elenco do musical La llamada, escrito e dirigido por Javier Calvo e Javier Ambrossi.